# V
V, v (đọc là vê hay vờ) là chữ cái thứ 22 trong phần nhiều chữ cái dựa trên Latinh và là chữ thứ 27 trong bảng chữ cái tiếng Việt. Trong tiếng Anh, chữ cái này phát âm như vi.
- Trong Hoá Học, V là ký hiệu cho nguyên tố Vanadi (Vanadium Z = 23).

## Lịch sử
V bắt nguồn từ chữ Semit wāw, giống các chữ hiện đại F, U, W, và Y. Xem F để biết thêm về nguồn gốc này. Trong tiếng Hy Lạp, chữ "upsilon" (Υ) được phỏng theo waw mới đầu để tiêu biểu cho nguyên âm /u/ giống trong "phun" và về sau để tiêu biểu cho /y/, một nguyên âm làm tròn giống chữ ü trong tiếng Đức.
Latinh mượn chữ này mới đầu theo dạng V để tiêu biểu cùng nguyên âm /u/, cũng như phụ âm /w/ (trong lịch sử, âm Latinh /w/ bắt nguồn từ âm /*gʷ/ trong ngôn ngữ tiền Ấn-Âu. Vì thế, num được phát âm giống trong tiếng Việt và via được phát âm như "uy-a." Từ thế kỷ thứ 5 về sau, tùy loại Latinh bình dân, phụ âm /w/ phát triển thành /v/ hay /b/.
Vào cuối thời Trung Cổ, hai loại "v" được phát triển, ứng với hai chữ hiện đại u và v. Dạng nhọn "v" được viết vào đầu từ, trong khi dạng tròn "u" được sử dụng vào giữa hay vào cuối từ, bất chấp âm, nên trong khi valor (tiếng Anh cho "dũng cảm") và excuse ("lý do bào chữa") được viết như ngày nay, have ("có") và upon ("ở trên") được viết là haue và vpon. Từ từ, vào thập niên 1700, để phân biệt giữa phụ âm và nguyên âm, dạng "v" được sử dụng cho phụ âm, và "u" cho nguyên âm, dẫn đến chữ hiện đại "u". Chữ hoa "U" cũng xuất hiện vào lúc này; trước đó, V được sử dụng trong các trường hợp.
Trong IPA, /v/ tiêu biểu cho âm xát môi răng hữu thanh.

## Ý nghĩa và sử dụng
- Trong tin học:
  - Trong ASCII mã của V là 86 và của v là 118 (thập phân); hay tương ứng với thập lục phân là 56 và 76 và nhị phân là 01010110 và 01110110.
- Trong các số La Mã, V có giá trị bằng 5.
- V là một tạp chí thời trang của Mỹ.
- Kim Tae-huyng, nghệ danh V, là một ca sĩ và thành viên nhóm nhạc nam Hàn Quốc BTS.
- V là album phòng thu đầu tay của ca sĩ người Mỹ Vanessa Hudgens.
- V là album phòng thu thứ năm của ban nhạc Maroon 5.
- Trong chiến tranh, V là viết tắt của "victory" có nghĩa là chiến thắng.